# Fedikovella beanii
Fedikovella beanii is een slakkensoort uit de familie van de Cocculinidae. De wetenschappelijke naam van de soort is voor het eerst geldig gepubliceerd in 1882 door Dall.